# Emrah Klimenta
Emrah Klimenta, né le 20 mai 1991 à Rožaje en Yougoslavie, aujourd'hui au Monténégro, est un footballeur international monténégrin, jouant au poste de défenseur aux Roots d'Oakland.

## Biographie

### Jeunesse
Emrah Klimenta est né à Rozaje, en Yougoslavie. Avec sa famille, il quitte le pays lors des guerres de Yougoslavie. Il s'installe à Mayence en Allemagne. Puis, en 1999, il déménage aux États-Unis, à Oakland, puis à Walnut Creek, en Californie.

### Carrière en club
En 2009, il retourne en Europe au MŠK Žilina en Slovaquie, puis il rejoint le FC Ingolstadt 04 en Allemagne, avant de retourner en Californie en NPSL aux Bay Area Ambassadors.
En mars 2014, il rejoint le Republic de Sacramento en United Soccer League, où il commence à se faire de plus en plus remarquer. Son passage à Sacramento lui permet de connaître ses premières sélections en équipe nationale avant de signer en faveur du Galaxy de Los Angeles en Major League Soccer en janvier 2018.
Niveau poste, il reste bien ancré en défense cependant il peut jouer en charnière centrale tout comme latéral droit. Il explique lui-même dans une entrevue de fin de match à la télévision monténégrine qu'il peut jouer les deux mais que seul le coach décide de où il jouera.

### Carrière internationale
Il est convoqué pour la première fois en équipe du Monténégro par le sélectionneur national Ljubiša Tumbaković, pour un match amical contre la Turquie le 29 mai 2016. Lors de ce match, il entre à la 75e minute de la rencontre, à la place de Vladimir Jovović. La rencontre se solde par une défaite 1-0 des Monténégrins.

## Palmarès
Republic de Sacramento
- Champion de la USL Pro en 2014

## Statistiques
| Saison                | Club                   | Championnat           | Championnat | Championnat | Coupe(s) nationale(s) | Coupe(s) nationale(s) | Séries | Séries | Monténégro | Monténégro | Total | Total |
| Saison                | Club                   | Division              | M.          | B.          | M.                    | B.                    | M.     | B.     | M.         | B.         | M.    | B.    |
| 2014                  | Republic de Sacramento | USL Pro               | 26          | 2           | 3                     | 1                     | 3      | 0      | -          | -          | 32    | 3     |
| 2015                  | Republic de Sacramento | USL                   | 26          | 1           | 3                     | 1                     | 1      | 0      | -          | -          | 30    | 2     |
| 2016                  | Republic de Sacramento | USL                   | 14          | 2           | 2                     | 0                     | -      | -      | 1          | 0          | 17    | 2     |
| 2017                  | Republic de Sacramento | USL                   | 26          | 4           | 3                     | 0                     | 2      | 0      | 3          | 0          | 34    | 4     |
| 2018                  | Galaxy de Los Angeles  | MLS                   | 2           | 0           | 1                     | 0                     | -      | -      | 2          | 0          | 5     | 0     |
| 2018                  | Republic de Sacramento | USL                   | 10          | 0           | 0                     | 0                     | 1      | 0      | 1          | 0          | 12    | 0     |
| 2019                  | Reno 1868 FC           | USLC                  | 18          | 0           | 0                     | 0                     | 0      | 0      | 0          | 0          | 18    | 0     |
| 2020                  | Loyal de San Diego     | USLC                  | 13          | 0           | 0                     | 0                     | -      | -      | 0          | 0          | 13    | 0     |
| 2021                  | Roots d'Oakland        | USLC                  | 27          | 1           | 0                     | 0                     | 2      | 0      | 0          | 0          | 29    | 1     |
| 2022                  | Roots d'Oakland        | USLC                  | 22          | 2           | 1                     | 0                     | -      | -      | 0          | 0          | 23    | 2     |
| Total sur la carrière | Total sur la carrière  | Total sur la carrière | 184         | 12          | 13                    | 2                     | 9      | 0      | 7          | 0          | 213   | 14    |